# شاكو كوندو
شاكو كوندو (近藤 修子) هو لاعب كرة قدم. ولعبت مع منتخب اليابان لكرة القدم للسيدات.